# Galeruca angusta
Galeruca angusta es una especie de insecto coleóptero de la familia Chrysomelidae.
Fue descrita científicamente en 1849 por Küster.